# هنري الأول. تايلور
هنري الأول. تايلور هو سياسي كندي، ولد في 28 يوليو 1862 في سانت جون في كندا، وتوفي في 10 أبريل 1943 في St. George, New Brunswick ‏ في كندا. نشط حزبياً في الحزب التقدمي المحافظ في نيو برونزويك ‏. وقد انتخب عضو الجمعية التشريعية لنيو برونزويك ‏.